# Johan Wallenius
Johan Wallenius, född den 4 juni 1698 i Karis-Lojo, död den 1 juli 1746, var en finländsk universitetslärare, far till Martin Johan Wallenius.
Wallenius studerade vid Uppsala universitet och Kungliga Akademien i Åbo, där han 1726 promoverades till filosofie magister, samt blev 1728 adjunkt vid teologiska fakulteten i Åbo, 1736 professor i logik och metafysik, 1737 3:e teologie professor, 1740 teologie doktor, 1741 2:e teologie professor samt 1745 1:e teologie professor och domprost. Då hans ämbetsbröder under kriget med Ryssland 1742 flydde till Sverige, förblev han i Finland, där han som prästman ansåg sig pliktig att kvarstanna. Ryske generalen Keith utsåg honom att sköta domprostämbetet och förestå Åbo stift, ett grannlaga uppdrag, som han med framgång skötte.